# Xã East Rondell, Quận Brown, South Dakota
Xã East Rondell (tiếng Anh: East Rondell Township) là một xã thuộc quận Brown, tiểu bang Nam Dakota, Hoa Kỳ. Năm 2010, dân số của xã này là 91 người.